# Simone Stratico
Le comte Simone Stratico, né à Zadar le 16 octobre 1733 et mort à Milan, le 16 juillet 1824, est un mathématicien et physicien Italien.

## Biographie
Né à Zadar en Dalmatie, à l'époque appartenant à la république de Venise, issu d'une famille d'origine grecque, venant de Candie. Il est diplômé en médecine de l'université de Padoue, où il est devenu professeur à l'âge de vingt-cinq ans. Membre de la délégation vénitienne qui se rendit en Angleterre en 1761 pour féliciter le nouveau roi George III, il resta dans le pays pendant quelques années pour poursuivre ses études et devint membre de diverses académies, et notamment de la Royal Society de Londres. À cette époque, il était très impressionné par la puissance économique et la grandeur navale de l'Empire britannique. De retour à Padoue, il remplace Giovanni Poleni à la chaire de mathématiques et de navigation . À ce titre, il a étudié en profondeur le régime des eaux de la République et a collaboré à diverses interventions hydrauliques dans la région Vénète, telles que la bonification des vallées de Véronèse et la régulation de la Brenta et du Bacchiglione .
À Padoue, il devint partenaire en 1764 de l'Accademia dei Ricoverati et en 1776 de l'Académie d'agriculture. En 1779, alors qu'il occupait les postes de prince de l'Accademia dei Ricoverati et de président de l'Académie des arts agricoles, il obtint de la République de Venise la fusion des deux académies en un organisme unique appelé "Académie des lettres et des arts". La nouvelle institution, régie et protégée par l'étude des réformateurs de Padoue, a été créée dans le but de créer un organe consultatif pour toutes les sciences. Stratico fut le premier directeur de la classe de mathématiques de l'Académie refondée et, plus tard (1783-1784), il en fut le président. En 1786, il devint membre ordinaire de l'Académie des XL.
À la chute de la République, en 1801, il fut appelé à enseigner la Navigation à l'université de Pavie, où il remplaçait souvent Alessandro Volta pour enseigner la physique. Durant le royaume d'Italie il a été nommé inspecteur général des ponts et chaussées et, entre autres, président de l'Académie des belles lettres et de l'Institut lombard des sciences de Milan. En reconnaissance de son travail, il fut élu sénateur en 1809. Il a reçu diverses récompenses et décorations internationales, notamment le titre de chevalier de la Légion d'honneur et la Couronne de fer. L'empereur François Ier d'Autriche lui décerne la croix de saint Léopold et le titre de professeur émérite des universités de Padoue et de Pavie.
Il meurt à Milan le 16 juillet 1824.

## Œuvres
Les contributions scientifiques les plus importantes de Stratico concernent la physique, l'hydraulique et l'architecture navale. Parmi les quelque 35 œuvres qu'il a laissées, il convient de se rappeler : 
- Collection de propositions hydrostatiques et hydrauliques, Padoue 1773
- Théorie de la construction et de la manutention des navires (traduction annotée  par Euler en français), Padoue 1776
- Éléments d'hydrostatique et d'hydraulique, Padoue 1791
- Vocabulaire marin dans les trois langues italienne, anglaise et française, Milan, 1813-1814
- Bibliographie de Marina, Milan 1823

Il a également participé à l’œuvre monumentale de révision et de commentaire de l’œuvre complète de Vitruve, commencée par Poleni, qui a duré plus de trente ans et a été publiée l’année suivant la mort de Stratico.